# Femtedomare
Femtedomaren i fotboll har till uppgift att assistera fjärdedomaren. Femtedomaren kan även tjänstgöra om någon av matchfunktionärerna inte kan fullfölja matchen.
Femtedomaren introducerades till Fotbolls-VM 2006